# Großer Preis von Spanien 2023
Der Große Preis von Spanien 2023 (offiziell Formula 1 AWS Gran Premio De España 2023) fand am 4. Juni auf dem Circuit de Barcelona-Catalunya in Montmeló statt und war das siebte Rennen der Formel-1-Weltmeisterschaft 2023.

## Bericht

### Hintergründe
Nach dem Großen Preis von Monaco führte Max Verstappen in der Fahrerwertung mit 39 Punkten vor Sergio Pérez und mit 51 Punkten vor Fernando Alonso. In der Konstrukteurswertung führte Red Bull mit 129 Punkten vor Aston Martin und mit 130 Punkten vor Mercedes.
Pirelli stellte den Fahrern die Reifenmischungen C1 Hard (weiß), C2 Medium (gelb) und C3 Soft (rot) sowie Cinturato Intermediates (grün) und Cinturato Full-Wets (blau) für nasse Bedingungen zur Verfügung.
McLaren trat wie bereits beim Rennen zuvor in Monaco mit einer Sonderlackierung an.
Zum ersten Mal seit 2006 wurde die Strecke ohne die Schikane im letzten Sektor befahren. Diese Version der Strecke wurde dafür offiziell von der FIA homologiert.
Pierre Gasly (acht), George Russell (sechs), Lance Stroll (fünf), Yuki Tsunoda (vier), Alonso, Lando Norris, Alexander Albon, Zhou Guanyu (jeweils drei), Verstappen, Pérez, Carlos Sainz jr., Esteban Ocon, Nico Hülkenberg (jeweils zwei), Charles Leclerc und Kevin Magnussen (jeweils einer) gingen mit Strafpunkten ins Wochenende.
Mit Lewis Hamilton (sechsmal), Verstappen und Alonso (jeweils zweimal) traten drei ehemalige Sieger zu diesem Grand Prix an.
Als Rennkommissare für dieses Rennwochenende fungierten Garry Connelly (AUS), Felix Holter (DEU), Derek Warwick (GBR) und David Domingo (ESP).

### Training
Im ersten freien Training war Verstappen der Schnellste mit einer Zeit von 1:14,606 vor seinem Teamkollegen Pérez und Ocon.
Im zweiten freien Traning war Verstappen mit einer Zeit von 1:13,907 Minuten der Schnellste vor Alonso und Hülkenberg.
Im dritten freien Training war Verstappen mit einer Zeit von 1:13,664 Minuten der Schnellste vor seinem Teamkollegen Pérez und Hamilton.

### Qualifying
Das Qualifying bestand aus drei Teilen mit einer Nettolaufzeit von 45 Minuten. Im ersten Qualifying-Segment (Q1) hatten die Fahrer 18 Minuten Zeit, um sich für das Rennen zu qualifizieren. Alle Fahrer, die im ersten Abschnitt eine Zeit erzielten, die maximal 107 Prozent der schnellsten Rundenzeit betrug, qualifizierten sich für den Grand Prix. Die besten 15 Fahrer erreichten den nächsten Qualifikationsabschnitt. Hamilton war Schnellster. Valtteri Bottas, Magnussen, Albon, Leclerc und Logan Sargeant schieden aus. Für Leclerc war es das erste Q1-Aus seit dem Großen Preis von Monaco 2019.
Der zweite Abschnitt (Q2) dauerte 15 Minuten. Die schnellsten zehn Piloten qualifizierten sich für den dritten Teil des Qualifyings. Verstappen war Schnellster. Pérez, Russell, Zhou und die beiden AlphaTauri-Fahrer schieden aus.
Der letzte Abschnitt (Q3) ging über eine Zeit von zwölf Minuten, in denen die ersten zehn Startpositionen vergeben wurden. Verstappen sicherte sich mit einer Zeit von 1:12,272 Minuten die Pole-Position vor Sainz jr. und Norris. Gasly erhielt nach dem Qualifying zwei Startplatzstrafen von insgesamt sechs Plätzen, weil er Sainz jr. in Kurve 13 und Verstappen in Kurve 4 behindert hatte.

### Rennen
Leclerc und Sargeant starteten das Rennen aus der Boxengasse. Bis auf Verstappen, Pérez (beide Medium) und Leclerc (Hard) starteten alle Fahrer auf den Softreifen.
Beim Start konnte Verstappen seine Führung gegen Sainz jr. behaupten. Dahinter kam es nach Kurve 2 zu einer Berührung von Hamilton und Norris, bei der sich Norris seinen Frontflügel beschädigte und zur Reparatur an die Box musste. Hamilton konnte ohne Probleme weiterfahren. Den besten Start hatte Russell, der von Platz 12 auf Platz 7 vorfahren konnte. Nach der ersten Runde führte Verstappen vor Sainz jr., Stroll, Hamilton, Ocon, Hülkenberg und Russell.
Aufgrund von relativ schnell abbauenden Reifen wurde Hülkenberg rasch nach hinten durchgereicht und musste früh an die Box. Das Problem des Reifenverschleißes bestand sowohl bei ihm als auch bei Magnussen das ganze Rennen über, sodass schnell klar war, dass beide Haas im hinteren Mittelfeld fahren würden. Hamilton überholte vorne zunächst Stroll und anschließend Sainz jr. und war sodann erster Verfolger von Verstappen, konnte diesem anfangs auch folgen, verlor allerdings dann den Anschluss und musste Verstappen ziehen lassen. Während sich Pérez im zweiten Red Bull zügig nach vorne arbeiten konnte, blieb Leclerc im Verkehr stecken und konnte nicht in die Punkteränge vorfahren.
Schlussendlich gewann Verstappen seinen 40. Grand Prix vor den beiden Mercedes von Hamilton und Russell. Dabei erzielte Verstappen neben Pole-Position auch die schnellste Rennrunde und führte das Rennen durchgängig an, womit ihm sein dritter Grand Slam gelang. Pérez beendete das Rennen auf Platz 4 vor Sainz jr., Stroll, Alonso, Ocon, Zhou und Gasly. Tsunoda beendete das Rennen ursprünglich auf Rang 9, erhielt allerdings eine Fünf-Sekunden-Zeitstrafe für ein Abdrängen von Zhou und rutschte dadurch auf den zwölften Platz zurück. Leclerc verpasste die Punkteränge knapp als Elfter. Alle Fahrer beendeten das Rennen.
In der Fahrerwertung blieben die ersten drei Positionen unverändert. In der Konstrukteurswertung überholte Mercedes Aston Martin für den zweiten Platz.

## Meldeliste
| Team                                  | Nr. | Fahrer           | Chassis                           | Motor                             | Reifen |
| ------------------------------------- | --- | ---------------- | --------------------------------- | --------------------------------- | ------ |
| Oracle Red Bull Racing                | 01  | Max Verstappen   | Red Bull Racing RB19              | Honda RBPTH001                    | P      |
| Oracle Red Bull Racing                | 11  | Sergio Pérez     | Red Bull Racing RB19              | Honda RBPTH001                    | P      |
| Scuderia Ferrari                      | 16  | Charles Leclerc  | Ferrari SF-23                     | Ferrari 066/10                    | P      |
| Scuderia Ferrari                      | 55  | Carlos Sainz jr. | Ferrari SF-23                     | Ferrari 066/10                    | P      |
| Mercedes-AMG Petronas F1 Team         | 63  | George Russell   | Mercedes-AMG F1 W14 E Performance | Mercedes-AMG F1 M14 E Performance | P      |
| Mercedes-AMG Petronas F1 Team         | 44  | Lewis Hamilton   | Mercedes-AMG F1 W14 E Performance | Mercedes-AMG F1 M14 E Performance | P      |
| BWT Alpine F1 Team                    | 31  | Esteban Ocon     | Alpine A523                       | Renault E-Tech RE23               | P      |
| BWT Alpine F1 Team                    | 10  | Pierre Gasly     | Alpine A523                       | Renault E-Tech RE23               | P      |
| McLaren F1 Team                       | 81  | Oscar Piastri    | McLaren MCL60                     | Mercedes-AMG F1 M14 E Performance | P      |
| McLaren F1 Team                       | 04  | Lando Norris     | McLaren MCL60                     | Mercedes-AMG F1 M14 E Performance | P      |
| Alfa Romeo F1 Team Stake              | 77  | Valtteri Bottas  | Alfa Romeo C43                    | Ferrari 066/10                    | P      |
| Alfa Romeo F1 Team Stake              | 24  | Zhou Guanyu      | Alfa Romeo C43                    | Ferrari 066/10                    | P      |
| Aston Martin Aramco Cognizant F1 Team | 18  | Lance Stroll     | Aston Martin AMR23                | Mercedes-AMG F1 M14 E Performance | P      |
| Aston Martin Aramco Cognizant F1 Team | 14  | Fernando Alonso  | Aston Martin AMR23                | Mercedes-AMG F1 M14 E Performance | P      |
| MoneyGram Haas F1 Team                | 20  | Kevin Magnussen  | Haas VF-23                        | Ferrari 066/10                    | P      |
| MoneyGram Haas F1 Team                | 27  | Nico Hülkenberg  | Haas VF-23                        | Ferrari 066/10                    | P      |
| Scuderia AlphaTauri                   | 21  | Nyck de Vries    | AlphaTauri AT04                   | Honda RBPTH001                    | P      |
| Scuderia AlphaTauri                   | 22  | Yuki Tsunoda     | AlphaTauri AT04                   | Honda RBPTH001                    | P      |
| Williams Racing                       | 23  | Alexander Albon  | Williams FW45                     | Mercedes-AMG F1 M14 E Performance | P      |
| Williams Racing                       | 02  | Logan Sargeant   | Williams FW45                     | Mercedes-AMG F1 M14 E Performance | P      |

## Klassifikationen

### Qualifying
| Pos.                                                                      | Fahrer           | Konstrukteur                 | Q1       | Q2       | Q3       | Start |
| ------------------------------------------------------------------------- | ---------------- | ---------------------------- | -------- | -------- | -------- | ----- |
| 01                                                                        | Max Verstappen   | Red Bull Racing-Honda RBPT   | 1:13,615 | 1:12,760 | 1:12,272 | 01    |
| 02                                                                        | Carlos Sainz jr. | Ferrari                      | 1:13,411 | 1:12,790 | 1:12,734 | 02    |
| 03                                                                        | Lando Norris     | McLaren-Mercedes             | 1:13,295 | 1:12,776 | 1:12,792 | 03    |
| 04                                                                        | Pierre Gasly     | Alpine-Renault               | 1:13,471 | 1:13,186 | 1:12,816 | 10    |
| 05                                                                        | Lewis Hamilton   | Mercedes                     | 1:12,937 | 1:12,999 | 1:12,818 | 04    |
| 06                                                                        | Lance Stroll     | Aston Martin Aramco-Mercedes | 1:13,766 | 1:13,082 | 1:12,994 | 05    |
| 07                                                                        | Esteban Ocon     | Alpine-Renault               | 1:13,433 | 1:13,001 | 1:13,083 | 06    |
| 08                                                                        | Nico Hülkenberg  | Haas-Ferrari                 | 1:13,420 | 1:13,283 | 1:13,229 | 07    |
| 09                                                                        | Fernando Alonso  | Aston Martin Aramco-Mercedes | 1:13,747 | 1:13,098 | 1:13,507 | 08    |
| 10                                                                        | Oscar Piastri    | McLaren-Mercedes             | 1:13,691 | 1:13,059 | 1:13,682 | 09    |
| 11                                                                        | Sergio Pérez     | Red Bull Racing-Honda RBPT   | 1:13,874 | 1:13,334 | –        | 11    |
| 12                                                                        | George Russell   | Mercedes                     | 1:13,326 | 1:13,447 | –        | 12    |
| 13                                                                        | Zhou Guanyu      | Alfa Romeo-Ferrari           | 1:13,677 | 1:13,521 | –        | 13    |
| 14                                                                        | Nyck de Vries    | AlphaTauri-Honda RBPT        | 1:13,581 | 1:14,083 | –        | 14    |
| 15                                                                        | Yuki Tsunoda     | AlphaTauri-Honda RBPT        | 1:13,862 | 1:14,477 | –        | 15    |
| 16                                                                        | Valtteri Bottas  | Alfa Romeo-Ferrari           | 1:13,977 | –        | –        | 16    |
| 17                                                                        | Kevin Magnussen  | Haas-Ferrari                 | 1:14,042 | –        | –        | 17    |
| 18                                                                        | Alexander Albon  | Williams-Mercedes            | 1:14,063 | –        | –        | 18    |
| 19                                                                        | Charles Leclerc  | Ferrari                      | 1:14,079 | –        | –        | 19    |
| 20                                                                        | Logan Sargeant   | Williams-Mercedes            | 1:14,699 | –        | –        | 20    |
| 107-Prozent-Zeit: 1:17,453 min (bezogen auf Q1-Bestzeit von 1:12,937 min) |                  |                              |          |          |          |       |

Anmerkungen
1. ↑  Gasly wurde um sechs Startplätze nach hinten versetzt, da er im Qualifying Sainz in Kurve 13 und Verstappen in Kurve 4 behindert hat.
2. ↑  Leclerc musste aus der Boxengasse starten, da an seinem Fahrzeug unter Parc-fermé-Bedingungen gearbeitet wurde. Er erhielt außerdem eine Startplatzstrafe von 15 Plätzen, da neue Teile seiner Antriebseinheit eingebaut wurden.
3. ↑  Sargeant musste aus der Boxengasse starten, da an seinem Fahrzeug unter Parc-fermé-Bedingungen gearbeitet wurde.

### Rennen
| Pos.                                                              | Fahrer           | Konstrukteur                 | Runden | Stopps | Zeit        | Start | Schnellste Runde |
| ----------------------------------------------------------------- | ---------------- | ---------------------------- | ------ | ------ | ----------- | ----- | ---------------- |
| 01                                                                | Max Verstappen   | Red Bull Racing-Honda RBPT   | 66     | 2      | 1:27:57,940 | 01    | 1:16,330 (61.)   |
| 02                                                                | Lewis Hamilton   | Mercedes                     | 66     | 2      | + 24,090    | 04    | 1:16,676 (62.)   |
| 03                                                                | George Russell   | Mercedes                     | 66     | 2      | + 32,389    | 12    | 1:17,875 (48.)   |
| 04                                                                | Sergio Pérez     | Red Bull Racing-Honda RBPT   | 66     | 2      | + 35,812    | 11    | 1:16,666 (52.)   |
| 05                                                                | Carlos Sainz jr. | Ferrari                      | 66     | 2      | + 45,698    | 02    | 1:18,403 (60.)   |
| 06                                                                | Lance Stroll     | Aston Martin Aramco-Mercedes | 66     | 2      | + 1:03,320  | 05    | 1:18,722 (56.)   |
| 07                                                                | Fernando Alonso  | Aston Martin Aramco-Mercedes | 66     | 2      | + 1:04,127  | 08    | 1:18,083 (49.)   |
| 08                                                                | Esteban Ocon     | Alpine-Renault               | 66     | 2      | + 1:09,242  | 06    | 1:18,946 (54.)   |
| 09                                                                | Zhou Guanyu      | Alfa Romeo-Ferrari           | 66     | 2      | + 1:11,878  | 13    | 1:18,753 (38.)   |
| 10                                                                | Pierre Gasly     | Alpine-Renault               | 66     | 2      | + 1:13,530  | 10    | 1:18,375 (41.)   |
| 11                                                                | Charles Leclerc  | Ferrari                      | 66     | 2      | + 1:15,416  | Box   | 1:18,357 (52.)   |
| 12                                                                | Yuki Tsunoda     | AlphaTauri-Honda RBPT        | 66     | 2      | + 1 Runde   | 15    | 1:18,904 (59.)   |
| 13                                                                | Oscar Piastri    | McLaren-Mercedes             | 65     | 2      | + 1 Runde   | 09    | 1:18,679 (41.)   |
| 14                                                                | Nyck de Vries    | AlphaTauri-Honda RBPT        | 65     | 2      | + 1 Runde   | 14    | 1:18,594 (41.)   |
| 15                                                                | Nico Hülkenberg  | Haas-Ferrari                 | 65     | 3      | + 1 Runde   | 07    | 1:18,776 (53.)   |
| 16                                                                | Alexander Albon  | Williams-Mercedes            | 65     | 2      | + 1 Runde   | 18    | 1:19,133 (59.)   |
| 17                                                                | Lando Norris     | McLaren-Mercedes             | 65     | 3      | + 1 Runde   | 03    | 1:17,182 (55.)   |
| 18                                                                | Kevin Magnussen  | Haas-Ferrari                 | 65     | 3      | + 1 Runde   | 17    | 1:18,069 (44.)   |
| 19                                                                | Valtteri Bottas  | Alfa Romeo-Ferrari           | 65     | 2      | + 1 Runde   | 16    | 1:18,242 (50.)   |
| 20                                                                | Logan Sargeant   | Williams-Mercedes            | 65     | 2      | + 1 Runde   | Box   | 1:19,247 (41.)   |
| Fahrer des Tages: Lewis Hamilton (24,7 % der abgegebenen Stimmen) |                  |                              |        |        |             |       |                  |

Anmerkungen
1. ↑  Tsunoda bekam für das Abdrängen von Zhou eine Fünf-Sekunden-Strafe. Er fiel vom 9. auf den 12. Platz zurück.

## WM-Stände nach dem Rennen
Die ersten zehn des Rennens bekamen 25, 18, 15, 12, 10, 8, 6, 4, 2 bzw. 1 Punkt(e). Zusätzlich wurde ein Punkt für die schnellste Rennrunde vergeben, wenn der betreffende Fahrer unter den ersten Zehn ins Ziel kam.

### Fahrerwertung
| Pos. | Fahrer           | Konstrukteur                 | Punkte |
| ---- | ---------------- | ---------------------------- | ------ |
| 01   | Max Verstappen   | Red Bull Racing-Honda RBPT   | 170    |
| 02   | Sergio Pérez     | Red Bull Racing-Honda RBPT   | 117    |
| 03   | Fernando Alonso  | Aston Martin Aramco-Mercedes | 99     |
| 04   | Lewis Hamilton   | Mercedes                     | 87     |
| 05   | George Russell   | Mercedes                     | 65     |
| 06   | Carlos Sainz jr. | Ferrari                      | 58     |
| 07   | Charles Leclerc  | Ferrari                      | 42     |
| 08   | Lance Stroll     | Aston Martin Aramco-Mercedes | 35     |
| 09   | Esteban Ocon     | Alpine-Renault               | 24     |
| 10   | Pierre Gasly     | Alpine-Renault               | 15     |

| Pos. | Fahrer          | Konstrukteur          | Punkte |
| ---- | --------------- | --------------------- | ------ |
| 11   | Lando Norris    | McLaren-Mercedes      | 12     |
| 12   | Nico Hülkenberg | Haas-Ferrari          | 6      |
| 13   | Oscar Piastri   | McLaren-Mercedes      | 5      |
| 14   | Valtteri Bottas | Alfa Romeo-Ferrari    | 4      |
| 15   | Zhou Guanyu     | Alfa Romeo-Ferrari    | 4      |
| 16   | Yuki Tsunoda    | AlphaTauri-Honda RBPT | 2      |
| 17   | Kevin Magnussen | Haas-Ferrari          | 2      |
| 18   | Alexander Albon | Williams-Mercedes     | 1      |
| 19   | Nyck de Vries   | AlphaTauri-Honda RBPT | 0      |
| 20   | Logan Sargeant  | Williams-Mercedes     | 0      |

### Konstrukteurswertung
| Pos. | Konstrukteur                 | Punkte |
| ---- | ---------------------------- | ------ |
| 01   | Red Bull Racing-Honda RBPT   | 287    |
| 02   | Mercedes                     | 152    |
| 03   | Aston Martin Aramco-Mercedes | 134    |
| 04   | Ferrari                      | 100    |
| 05   | Alpine-Renault               | 40     |

| Pos. | Konstrukteur          | Punkte |
| ---- | --------------------- | ------ |
| 06   | McLaren-Mercedes      | 17     |
| 07   | Haas-Ferrari          | 8      |
| 08   | Alfa Romeo-Ferrari    | 8      |
| 09   | AlphaTauri-Honda RBPT | 2      |
| 10   | Williams-Mercedes     | 1      |